# Stora Igelsjön (Hammars socken, Närke)
Stora Igelsjön är en sjö i Askersunds kommun i Närke och ingår i Motala ströms huvudavrinningsområde.